# 西村乡 (万荣县)
西村乡，是中华人民共和国山西省运城市万荣县下辖的一个乡镇级行政单位。

## 行政区划
西村乡下辖以下地区：
西村、刘和村、大德村、五龙村、典咀村、庄利村、岭南村、桥南村、徐庄村、望嘱村、岭西村、永利村、北仁村、南仁村、居善村和龙行村。